# Rambamova nemocnice

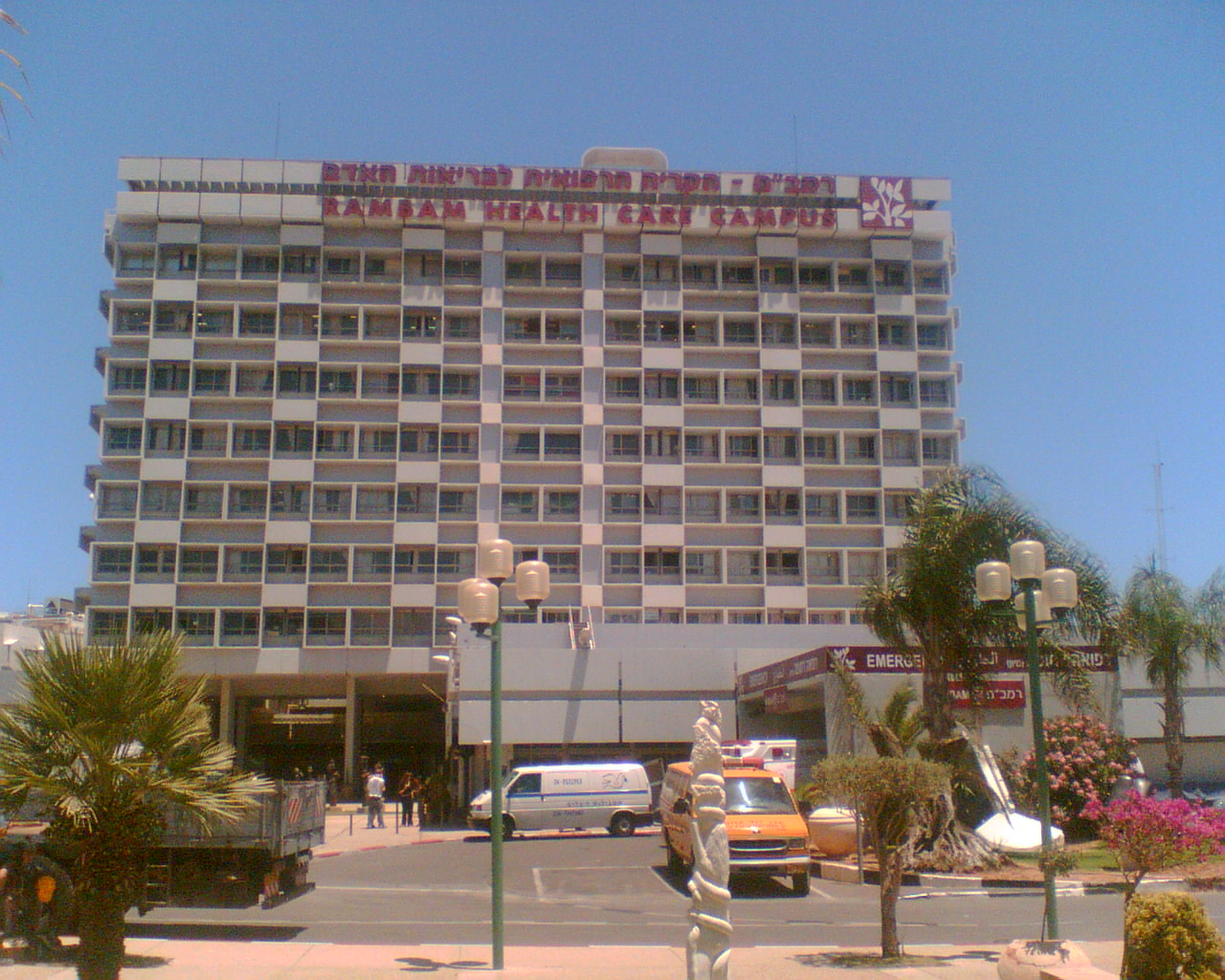
Rambamova nemocnice - nová budova

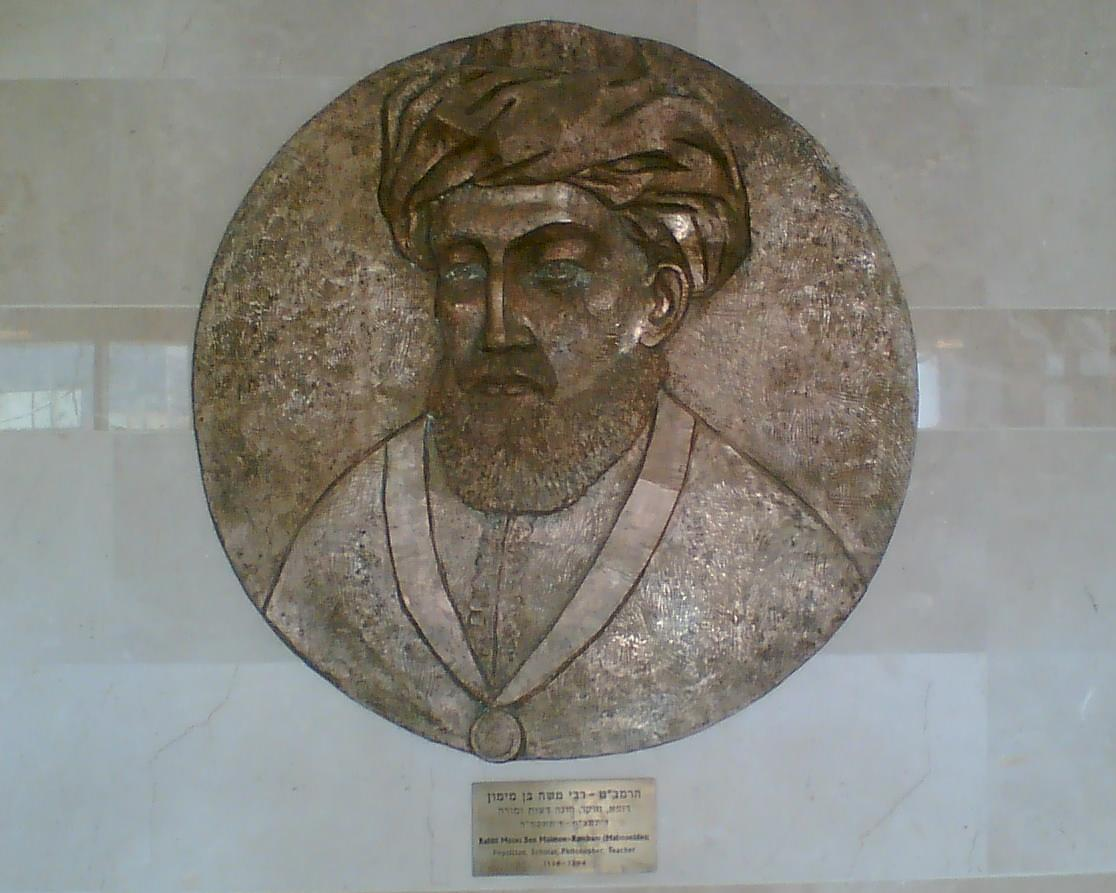
Maimonidesova plaketa v Rambamově nemocnici

Rambamův kampus zdravotní péče (hebrejsky: רמב"ם - הקריה הרפואית לבריאות האדם, známý jako Rambamova nemocnice) je nemocnice ve čtvrti Bat Galim v Haifě v Izraeli. Byla založena v roce 1938 a je největším zdravotnickým centrem v severním Izraeli. Je pojmenovaná po lékaři a filosofovi z 12. století, rabínu Moše Ben Maimonovi (Maimonides), který je též známý jako Rambam.
Rambamova nemocnice slouží jako zdravotnické centrum zahrnující multidisciplinární přístup k diagnostice a léčbě. Každý rok je zde hospitalizováno na 75 tisíc pacientů a dalších 500 tisíc je léčeno v jejích ambulantních klinikách a léčebných ústavech. Vedle nemocnice se nachází lékařská fakulta Technionu.
V říjnu 2009 zahájila provoz nemocniční pohotovost, která se stala první pohotovostí v Izraeli, která odolá útoku chemickými zbraněmi. V říjnu 2010 byla v Rambamově nemocnici zahájena výstavba nové podzemní části, která odolá zásahům raket a po dokončení se má stát největší podzemní nemocnicí na světě.

## Historie
Rambamova nemocnice, původně nazvaná Haifská městská nemocnice, byla založena v roce 1938 britskou mandátní vládou. Vytvořením návrhu budovy byl pověřen architekt školy bauhaus Erich Mendelsohn. Budova měla mít tvar půlměsíce a měla stát při úpatí hory Karmel, severozápadně od haifského přístavu. Po založení Izraele v roce 1948 došlo k přejmenování nemocnice na Rambamovu nemocnici.